# DKW Reichsklasse
DKW Reichsklasse war die Verkaufsbezeichnung mehrerer DKW-Pkw der sächsischen Auto Union AG mit Sitz in Chemnitz. Gegenüber der damaligen DKW Meisterklasse war die „Reichsklasse“ die einfachere und leistungsschwächere Version. 
Es existierten:
- die „DKW Reichsklasse F 2-600“, gebaut von 1933 bis 1935, siehe DKW F 2,
- die „DKW Reichsklasse F 5-600“, gebaut von 1935 bis 1936, siehe DKW F 5,
- die „DKW Reichsklasse F 7-600“, gebaut von 1937 bis 1938, siehe DKW F 7 und
- die „DKW Reichsklasse F 8-600“, gebaut von 1939 bis 1940, siehe DKW F 8.